# Смолокурка (Октябрьский)
Смолокурка — упразднённый в 1943 году посёлок в Берёзовском районе Свердловской области РСФСР СССР. На год упразднения входил в Октябрьский сельсовет. Включён в черту рабочего посёлка Октябрьский. Ныне посёлок Большая Смолокурка современного посёлка Октябрьский Берёзовского городского округа Свердловской области. Топоним также перенесён на соседний станционный посёлок Малая Смолокурка, входящий в посёлок Октябрьский.

## История
В 1939 году Указом Президиума Верховного Совета РСФСР от 16.09.1939 Смолокурка включёна в образованный Октябрьский сельсовет.
Указом Президиума Верховного Совета РСФСР от 05.03.1943 вместе с упразднением Октябрьского сельсовета были включены в черту р.п. Октябрьский входившие в сельсоветы населённые пункты: Вольный, Кирпичный, Смолокурка, Перейма и Еловый.